# Crypturellus cinereus
Crypturellus cinereus е вид птица от семейство Тинамуви (Tinamidae). Видът е незастрашен от изчезване.

## Разпространение
Разпространен е в Боливия, Бразилия, Колумбия, Еквадор, Френска Гвиана, Гвиана, Перу, Суринам и Венецуела.